# Odostomia eldorana
Odostomia eldorana är en snäckart som beskrevs av Bartsch 1912. Odostomia eldorana ingår i släktet Odostomia och familjen Pyramidellidae. Inga underarter finns listade i Catalogue of Life.